# ヨハン・アンブロジウス・バッハ

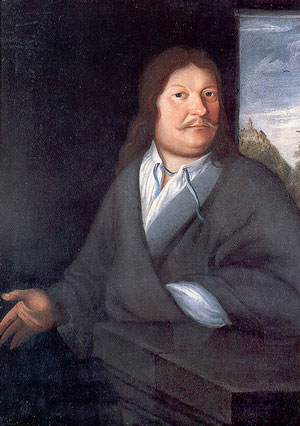
ヨハン・アンブロジウス・バッハ

ヨハン・アンブロジウス・バッハ (Johann Ambrosius Bach, 1645年2月22日 - 1695年2月20日)　は、ドイツの音楽家。J.S.バッハの父として知られる。

## 概要
ヨハン・アンブロジウス・バッハは、クリストフ・バッハ(1613-1661)の息子として、1645年2月22日に、ドイツのエアフルトに生まれた。双子の兄弟にヨハン・クリストフ・バッハ(1645年-1693年) がいる。
アンブロジウスはほどなくしてアルンシュタットの町楽師になり、1667年にはエアフルトでヴァイオリン奏者として働いた。その後、1668年4月8日に、エアフルトの毛皮加工職人の娘でバッハ一族との親交も深いレンマーヒルト家の、マリア・エリーザベト・レンマーヒルトと結婚した。彼女との間には8人の子供をもうけ、その中の4人が後に音楽家となった。その中の一人に大バッハとして有名なヨハン・ゼバスティアン・バッハがいる。
1671年に、テューリンゲンのアイゼナハで町楽師及び宮廷音楽家を務め、毎日午前10時と午後5時には塔の上で楽器を吹き、日曜と祝日の礼拝音楽にはヴァイオリン奏者として演奏した。
1694年5月には妻のマリア・エリーザベトが亡くなり、11月には再婚を果たしているが、数か月後の1695年2月20日にアイゼナハで息を引き取った。
アンブロジウスは音楽家としてはそれほど名を残していないが、J.S.バッハの父親であることと、当時のドイツで著名を博していた作曲家・オルガニストのヨハン・パッヘルベルと親交があったことで知られている。